# Husly
Et husly er et hus eller en naturlig formation (eller en kombination af de to) 
som yder ly, for den tid man anvender det. Et husly kan fungere som en bolig og/eller være blevet stillet til rådighed af en institution.
I Maslows behovspyramide betragtes husly som et grundlæggende menneskeligt behov, sammen med andre fysiologiske behov som luft, vand, mad, søvn, tøj og reproduktion.

## Typer
Former
- Lejlighed
- Bivuak
- Barak
- Bungalow
- Bunker
- Hus
- Hytte
- Landsted
- Slot
- Telt
- Rækkehus
- Villa

Anvendelser
- Bjerghytte
- Bofællesskab
- Busstoppested
- Herberg
- Hotel
- Motel